# Smaszew (wieś)
Smaszew – wieś w Polsce położona w województwie wielkopolskim, w powiecie tureckim, w gminie Tuliszków.
Wieś leży 8 km na południe od Tuliszkowa, w pobliżu granicy z powiatem kaliskim.
Pierwsza wzmianka o jej istnieniu pochodzi z 1394 roku. Była własnością szlachecką. 
W okresie PRL-u powstał zakład rolny przedsiębiorstwa PGR w Brudzyniu.  
W latach 1975–1998 miejscowość administracyjnie należała do województwa konińskiego.
We wsi funkcjonuje szkoła podstawowa oraz Ochotnicza Straż Pożarna.

## Dworek
W miejscowym czterohektarowym parku stoi, stary, murowany dwór z pierwszej połowy XIX wieku. Na osi fasady mieści się piętrowy ryzalit, zwieńczony trójkątnym naczółkiem.